# Antoni Bolesław Dobrowolski

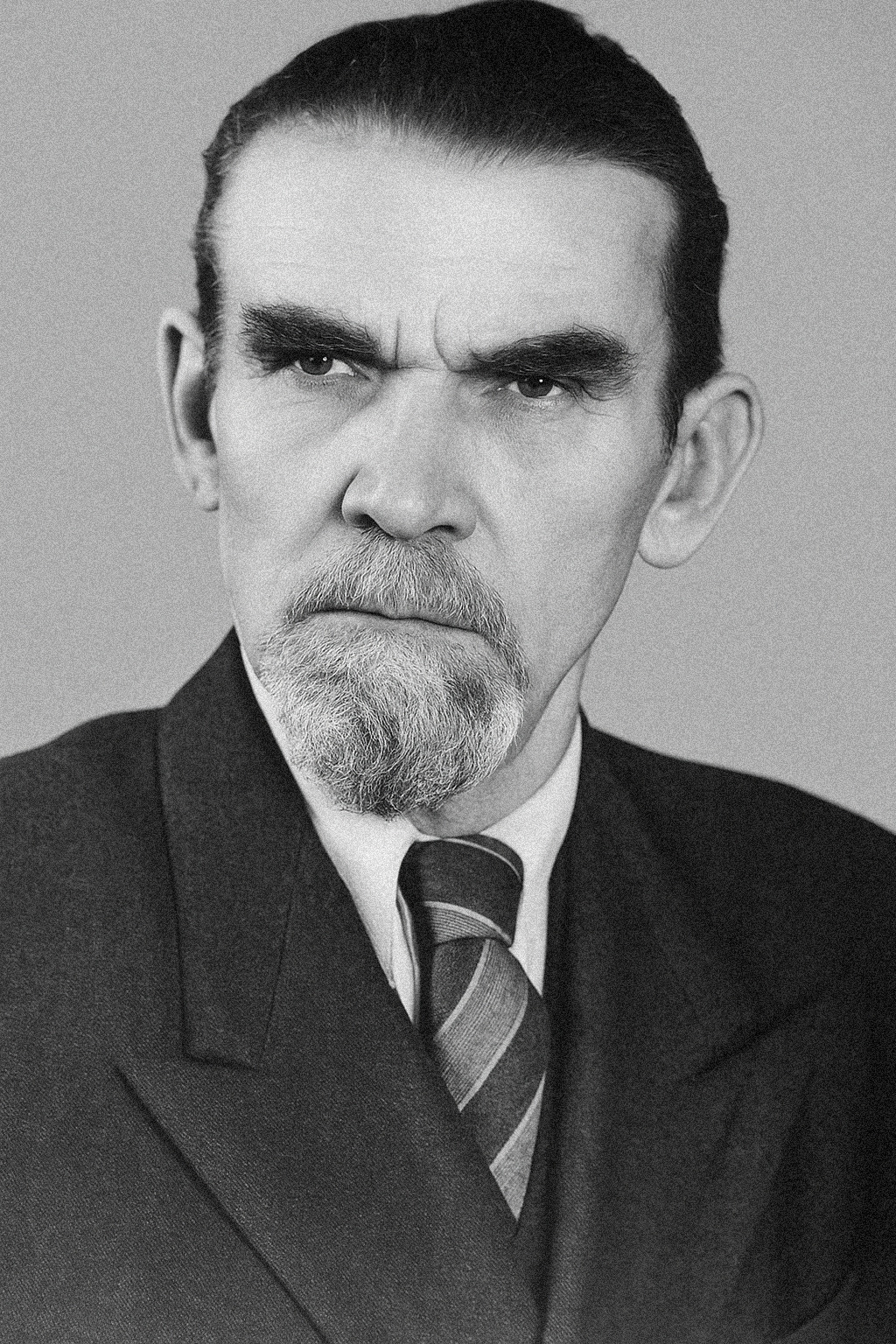
Portret van Antoni Dobrowolski

Antoni Dobrowolski (Dworszowice Kościelne, 1872 – Warschau, 1954) was een Pools wetenschapper en ontdekkingsreiziger die deelnam aan de Belgische Antarctische expeditie van 1897-1899 onder leiding van Adrien de Gerlache.

## Jonge leven
Dobrowolski was sinds jonge leeftijd socialist en lid van een onafhankelijkheidsbeweging gericht tegen de tsaar die op dat moment ook over Polen regeerde. Na zijn middelbare studies in 1891 werd hij gearresteerd omwille van zijn lidmaatschap van het Tweede Proletariaat. Dobrowolski werd voor een gevangenisstraf van drieënhalf jaar naar de Kaukasus gebracht, maar kon na twee jaar ontsnappen. Eerst trok hij naar Zwitserland, waar hij filosofie en zoölogie studeerde in Zürich. Daarna ging hij naar België waar hij biologie, fysica en chemie studeerde aan de Universiteit van Luik.

## Belgische Antarctische Expeditie

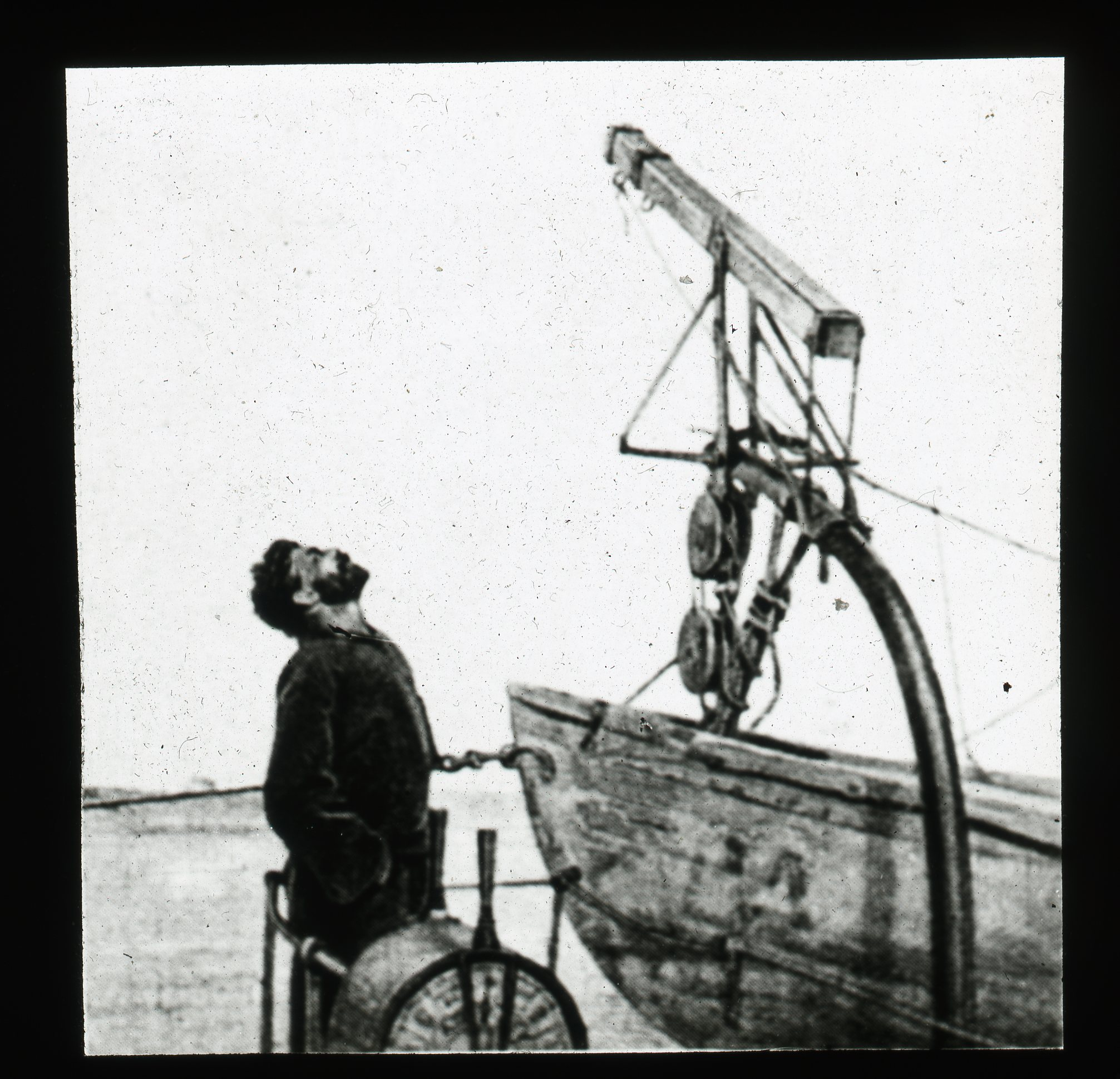
Dobrowolski die de wolken waarneemt aan boord van de Belgica

Nadat de Belgica-expeditie onder leiding van Adrien de Gerlache op 16 augustus 1897 de haven van Antwerpen had verlaten, meerde het niet veel later al aan in Oostende, voor een dringende reparatie aan het schip. In Oostende verlieten enkele bemanningsleden het schip al, waardoor de Gerlache genoodzaakt was om nieuw personeel te vinden. Op 21 augustus meldde Antoni Dobrowolski zich aan boord van de Belgica aan. Dobrowolski was een goede vriend van Henryk Arctowski en bij het vertrek van Arctowski in Antwerpen had hij het schip bezocht. Vanaf dat moment werd hij bevangen door een verlangen om deel uit te maken van de expeditie, wat hij ook uitdrukkelijk tegen zijn vriend Arctowski vertelde. Er was echter geen mogelijkheid meer om in Antwerpen mee aan boord te kunnen gaan en dus dacht Dobrowolski zijn kans verkeken te hebben. Toen er echter nieuw personeel nodig was in Oostende, was Dobrowolski snel van de partij. Na wat aandringen bij de Gerlache kon hij uiteindelijk toch mee vertrekken richting Antarctica, eerst als gewone matroos, en na een tijd als assistent van meteoroloog Emile Racovitza.
Op 28 februari 1898 kwam de Belgica vast te zitten in het ijs, waar het een jaar zonder beweging zou blijven vast zitten. Als overmaat van ramp begon niet veel later ook de zogenaamde poolnacht, waarbij de zon een heel etmaal de hemel niet meer zou versieren. Veel expeditieleden kregen te maken met fysieke en mentale ziektes door het gebrek aan zonlicht en vers eten. Als remedie schreef de arts aan boord, de Amerikaan Frederick Cook, voor om pinguïn of roggenvlees te eten, maar een aantal leden, waaronder Dobrowolski, weigerden pertinent dit te doen.
Uiteindelijk raakte de Belgica bevrijd uit het ijs, en bereikte op 28 maart 1899 Punta Arenas. Van daaruit vertrok Dobrowolski met een passagiersschip terug naar Europa. Terug in België zou hij benoemd worden tot ridder in de Orde van Leopold en kreeg hij een zilveren medaille van het Koninklijk Belgisch Aardrijkskundig Genootschap.

## Na de expeditie
Na de Belgica expeditie raakte Dobrowolski verbonden aan het Meteorologisch Instituut van Ukkel, onder leiding van Georges Lecointe. Hij werkte er verder met de resultaten van de poolreis. In 1907 keerde hij terug naar Polen, waar hij leraar werd. Tijdens de Eerste Wereldoorlog verbleef hij in Zweden waar hij opnieuw onderzoek deed naar sneeuw en ijs. Na de oorlog keerde hij terug naar Polen, waar hij onder andere directeur werd van het Pools Meteorologisch Instituut, professor was aan de Universiteit van Warschau en oprichter was van het Geofysisch Gezelschap van Polen. Op 27 april 1954 overleed Antoni Dobrowolski.
Gedurende zijn hele leven bleef hij zich inzetten voor het populariseren van en het aanzetten tot poolreizen. Als eerbetoon aan hem werd de eerste Antarctische onderzoeksbasis van Polen naar Dobrowolski vernoemd, alsook Dobrowolski-eiland in Antarctica en Dobrowolskibreen in Spitsbergen.
- Bibliothèque nationale de France: cb111039209 (data)
- Gemeinsame Normdatei: 122684672
- International Standard Name Identifier: 0000 0001 0968 4646
- Library of Congress Control Number: n85120691
- Nationale Bibliotheek van Tsjechië: js2011620062
- Nationale Bibliotheek van Israël: 987007273467905171
- Nederlandse Thesaurus van Auteursnamen: 110983297
- SNAC: w6s90kzn
- Système universitaire de documentation: 114997934
- Virtual International Authority File: 45189517
- WorldCat: E39PBJx8BCg4ymvxwBxxtVH9jC